# Свети Јован Крститељ
Свети Јован Крститељ, (стсл. Їѡаннъ Крестѧй, хебр.  [], стгрч. Ἰωάννης ὁ βαπτίζων) је хришћански пророк из 1. века који је вршио крштења (погруживања) на реци Јордан, који је по сведочанству Јеванђељâ крстио Исуса Христа, који иако без греха приступио је Јовану да га крсти.
Јован Крститељ је позивао људе на покајање и окретање Богу. Био је важна религијска личност 1. века, чији је покрет вероватно био масовнији од Исусовог. Најпознатији је по томе што је крстио Исуса, који је прихватио његову поруку. Неки суштински елементи Јовановог покрета, као пост и крштење, су вероватно ушли у рано хришћанство под утицајем Јованових ученика.
Својом појавом, пустиножитељством, проповеђу покајања и разобличавањем силника овога света показивао је црте које ће касније развити јуродиви.
У хришћанству се поштује као светац, пустињак и мученик, претходник (претеча) Христов. У исламској традицији је познат као пророк Јахја ибн Закарија (арапски: يحيى بن زكريا Yaḥyā ibn Zakarīyā), Јахја син Захарије. Мандејци указују Јахји највише поштовање сматрајући га јединим истинским месијом (христом), због чега су познати и као хришћани светог Јована Крститеља

## Позадина
Јудеја је била делимично хеленизована јеврејска територија је под влашћу Римског царства, али међу Јеврејима је постојала јака нада повратка независности. Иако је период Јовановог живота углавном био миран (посебно између 7. и 26. године), постојала је стална могућност избијања побуна, нереда и насилног отпора (види о зилотима). Ирод Велики, Идумејац кога је римски сенат поставио за краља Идумеје, Галилеје, Јудеје и Самарије, је владао од 37. п. н. е. до 4. п. н. е. Након његове смрти, Римљани су поделили краљевство између његових синова, те је Ирод Антипа владао Галилејом али не и Јудејом, која је постала засебна провинција. Јованова постојбина је била Јудеја, јужно од Самарије и Галилеје.
У јудаистичкој религији Јовановог времена је постојало неколико праваца. Фарисеји су били значајна странка, и веровали су у васкрсење мртвих, божанску правду у следећем животу, анђеле, људску слободу и божије провиђење. Садукеји су били конзервативнији, држали су власт у Храму и нису веровали у васкрсење и вечност душе. Есени су били аскетска заједница која је очекивала скору апокалипсу. Неки научници сматрају да је Јован био под утицајем есена, који су упражњавали обредне ритуале чврсто повезане са крштењем, иако за то нема директних доказа.

## Биографија
Већину информација о Јовану Крститељу добијамо из еванђеља, а његова личност до данас је остала тајновита и не до краја разјашњена.

### Рођење и младост
Јованов отац је био јудејски свештеник Захарија, од племена Арона. Према хришћанском предању, Јован је рођен пола године пре Исуса Христа (грегоријански: 7. јул / јулијански: 24. јун), што се слави као Ивандан.
Према Новом завјету, његови родитељи, Захарије и Јелисавета, дуго нису могли имати дјеце и када им се родио син, завладала је велика радост. Одржана је посебна свечаност, на којој му је требало надјенути име. Окупили су се пријатељи и рођаци, који су дошли издалека. Хтјели су да се зове Захарија по оцу, али с тим се није сложила Јелисавета. Рекла је да ће се звати Јоханан што значи „Јахве је милостив“. Пријатељи и рођаци су питали Захарију, за мишљење. Према предању, будући да Захарија дотад није могао говорити, тада му се вратио глас и он се сложио с тиме да се зове Јован. Почео је захваљивати Богу и славити га због његове доброте: „И ти ћеш бити посебан. Ићи ћеш пред Божјим изабраником. Носит ћеш поруку Божје љубави и опроштања његову народу."
Своје детињство и рану младост Јован је провео у побожном дому својих родитеља.

### Проповедање
| „                              | Покајте се, јер близу је царство небеско.. | ” |
| — Јованова изрека из Јеванђеља |                                            |   |

Јован је отишао од куће, да би живео у јудејској пустињи близу ријеке Јордана, где је постио и проводио време у молитви. Јео је пустињску храну - дивљи мед и биље (“скакавце“ стоји погрешно у преводу Вука Караџића, а ради се о врсти траве која се на јеврејском језику изговара и пише слично речи “скакавци“). Еванђеље по Ебионитима приказује Јована као вегетаријанца, а тако га приказује и старословенски превод Јосифа Флавија. Исус га описује као човека који „нити једе нити пије“. У јеванђељима је описан како носи одијело од камиље длаке опасано кожним појасом, а слично је описан и код Флавија. Он је држао апокалиптичне проповеди очекујући скоро божанско ослобођење од грехова.
Он је ишао по свој околини Јордана проповиједајући близину Царства небеског и позивао своје сународнике на покајање, а многи су се кајали за своје гријехе и тражили да их Јован крсти. Јован је налагао прочишћење душе као припрему за блиски божји суд. Говорио је да је опрост греха ту за оне који се окрену Богу.
| „                                | Опрост греха је ту за човека чије очи чекају на Оца и чија је мисао је усмерена на живот и чији ум не одлута од знања о животу. | ” |
| — Јованова молитва из Гинза Рабе | |   |

Јован Крститељ је вршио обредна купања на реци Јордан. Обредним купањем Јевреји се очишћавали за долазак Царства небеског, подсећајући се на легенду о избављењу из египатског ропства и преласка реке Јордан након егзодуса. Он их је утапао у ток Јордана и отпуштао их, упућујући их да треба престати са злим делима, и да ће им се онда дати месија који ће их учинити слободним. Јосиф Флавије преноси да прање водом није служило спирању грехова, већ очишћењу тела; претпостављајући да је душа унапред темељно очишћена праведношћу.
Јеванђеља бележе да су многи људи из Јерусалима и околине, укључујући царинике, војнике и фарисеје, су долазили да их крсти. Јован је био важна религијска личност међу Јеврејима, чији је покрет вероватно био масовнији од Исусовог. Према мандејској традицији, Јахја је лечио болесне, давао вид слепима, и подизао мртве. Из јеванђеља се види да су неки Јевреји веровали да је он очекивани месија, односно христос (Лука, 3:15), али он је то одбијао говорећи да је само „глас вапијућег у пустињи“ (Јован, 1:23) и да ће већи од њега доћи.

### Крштење Исуса
Еванђеља приповиједају и да је Исус Христос око своје тридесете године отишао да се крсти код Јована Крститеља. Хришћански извори приказују да је Јован наводно рекао Исусу: “ти треба мене да крстиш, а ти долазиш мени?” (Матеј 3;14), те да га је крстио тек на његово инсистирање. Библијски текст приповиједа да након што га је Јован потопио у реку Јордан и крстио га, са неба се на Исуса спустио Дух свети у виду голуба и Божји глас је проговорио: “Ти си син мој љубљени. У теби ми сва милина.“ Овај догађај се у хришћанству назива богојављање.
Мандејска традиција приказује сасвим другачију слику Исусовог крштења, које је детаљно описано у њиховим светим списима. Јешу (Исус) је приказан како моли Јахју (Јована) да га крсти његовим крштењем и назове његовим именом, додајући да ако не буде добар ученик, нека га избрише из својих страница. Међутим, Јахја му одговара да је „лагао Јевреје и варао свештенике“, да је укинуо шабат који је Мојсије учинио обавезујућим, да је осрамотио шофар у иностранству, и тако даље. Међутим, након много убеђивања, и загонетки које му Јован поставља, Исус на крају ипак постаје његов ученик.
Историчари оцењују да је Исусово крштење код Јована историјска чињеница, коју рани хришћани не би без основа унели у своја јеванђеља. Научници сматрају да је Исус очито био следбеник Јована, прихватајући његову поруку самим тим што је тражио да га овај крсти. Према хришћанском предању, Исус је након крштења провео четрдесет дана у пустињи, након чега је почео да проповеда.

### Погубљење
Према хришћанском предању, Јован Крститељ је погубљен по наговору Херодијаде, жене Ирода Антипе, којима је приговорио због прељуба, јер се Иродијада удала за краља Ирода, брата њеног мужа Филипа, који још беше жив. Иродијада је била мајка лепе плесачице Саломе, са којом се договорила да плесом очара Ирода и да му заузврат тражи Јованову главу. Ирод је ухапсио Јована и затворио га у тамницу, да би касније наредио да му одрубе главу, и на пладњу је изнесу Херодијадиној ћерци Саломи.
Насупрот хришћанском приказу, историчари сматрају да је краљ Ирод Антипа ликвидирао Јована јер је у њему видео јасну политичку претњу. Јованово погубљење, као и касније Исусово, је забележено и код јеврејског историчара из 1. века, Јосифа Флавија. Флавије у Јеврејским старинама Јовану приписује истакнуту улогу, описујући га као доброг и побожног човека, који је имао одлучне следбенике и велики утицај међу Јеврејима и од којег је Херод стрепео да не поведе устанак против њега. Флавије описује да је Херод, због своје сумњичаве нарави, наредио да Јован буде ухапшен, након чега је изведен пред њега (словенски препис говори о Хероду Архелају уместо Хероду Антипи):
Када је Исус чуо да је Јован ухапшен, он оде из Јудеје за Галилеју. Флавије преноси да је Херод утамничио Јована у замку Махерон, који се налази у близини ушћа ријеке Јордан у Мртво море, где је убијен. Јованови ученици су преузели тијело и сахранили га. Када је након Јовановог погубљења Херодова војска је уништена у бици са непријатељском војском, Јевреји су веровали да је то Божја казна:

## Следбеници
Након Јованове смрти покрет његових следбеника је наставио да постоји упоредо са Исусовим покретом. Познато је да су у 1. веку, након што се хришћанство већ почело ширити, паралелно са заједницама Христових сљедбеника, постојале и заједница следбеника Јованових, те су познавале само »Јованово крштење«, о чему свједоче и Дјела апостолска. Ванбиблијски извори, нарочито хришћански апологетски текстови, такође потврђују постојање такве заједнице нарочито међу Јеврејима.
Сам Исус након Јовановог погубљења није одбацио његова учења, већ је у својим проповедима наставио да велича његов лик и дело, називајући га анђелом и "Илијом који ће доћи“ (Матеј 11:7-15). Међутим, за разлику од Јована, Исус је пио вино и није постио. Јеванђеља преносе да су Јованови ученици приговарали Исусу и његовим ученицима зато што не посте. Мандејци, који себе сматрају настављачима Јовановог учења, Исуса сматрају „лажним месијом“ (mšiha kdaba) који је изопачио учење које му је поверио Јован. Забележено је да су се неки следбеници Јована Крститеља касније прикључили Исусовој заједници. Пост и крштење, суштински елементи Јовановог покрета, су вероватно ушли у рано хришћанство заједно са Јовановим следбеницима. Јованови следбеници су веровали да је Јован устао из мртвих, што је вероватно имало утицаја и на очекивања Исусових следбеника након његовог погубљења.
Неки научници оцењују да је Исус тек након своје смрти постао утицајнији од Јована те да јеванђеља у Исусов живот пројектују његову каснију важност. Чини се да су управо због тога новозавјетни писци толико наглашавали Јованову понизност и понављали његове ријечи да ће иза њега »доћи већи од њега.«

## Поштовање
Најстарије поштовање везано уз Јована Крститеља односи се на чашћење његова гроба у Себасти, недалеко од данашњег Наблуса у Палестини. Према православном предању, апостол Лука је покушао да пренесе Јованово тело из Севастеје у Антиохију, но успео је да добије и пренесе само једну руку која се у Антиохији чувала до десетог века, па је после пренета у Цариград, одакле је нестала у време Турака. Реликвије светог Јована Крститеља се данас чувају у цркви св. Силвестра у Риму и у Амијену у Француској.
Св. Јован Крститељ јако је поштован у хришћанском свијету. У средњем вијеку, његов празник звали су »љетни Божић«. Једна од највећих хришћанских базилика, она у Дамаску, је посвећена Јовану Крститељу. Данас је у њој џамија, а посјетио ју је и папа Јован Павле II, заједно с поглаварима мјесних цркава, приликом свога посјета томе граду, те се ондје одржао међурелигијски сусрет. У част св. Јовану Крститељу, подигнуте су многе цркве почевши од Латеранске базилике у Риму, папинске катедрале.
Хришћани прослављају Јованове празнике неколико пута у години. У Римокатоличкој Цркви његово се рођење слави као светковина 24. јуна, а мучеништво, некад називано и Главосјек св. Јована Крститеља, као спомендан 29. августа. Српска православна црква слави га 7. јануара по јулијанском, а 20. јануара по грегоријанском календару, дан рођења Св. Јована прославља 7. јула (24. јуна по јулијанском календару, а дан његове смрти обележава празником Усековање (грегоријански 29. август/јулијански 11. септембар). Свети Јован може бити представљен са крилима, јер је "предвесник Исуса Христа" а "ангелос" на грчком значи "весник" или "гласник".
Свети Јован је једна од најпопуларнијих слава у Србији – по броју свечара, налази се на четвртом месту.
Јован се сматра заштитником пјевача, музичара, кројача, кожара, крзнара, вунара, ременара, гостионичара, ножара, брусача, затвореника, осуђених на смрт, узгајивача птица, обољелих од епилепсије, крштеника, Малте, Јордана и великог броја градова широм свијета.
У Хрватској по њему су названа мјеста Иванић Град, Иванец, Клоштар Иванић, Свети Иван Зелина, Свети Иван Жабно, Иванска, Иванково и вероватно још нека мјеста. У Марији Бистрици, недавно је постављен његов кип на отвореном простору.
У Босни и Херцеговини, у Подмилачју крај Јајца постоји велико светиште св. Ивана Крститеља.
Манастир Веселиње му је посвећен. Манастир Заграђе такође. Цетињски манастир чува његову руку.
Године 2010, на острву Свети Иван код Созопола у Бугарској, некадашње Аполоније, бугарски археолози пронашли део моштију Светог Јована Крститеља, за које се сматрало да су после Турског освајања Цариграда неповратно изгубљене.

## Мадона у Бугарској
Мадона је одржала концерт у Софији 29. августа 2009, на дан Јована Крститеља. Неколико дана касније, тачније 5. септембра 2009. 15 бугарских грађана су се удавили у Охридском језеру. Током молитве, 6. септембра, митрополит Николај је рекао да је та трагедија казна од Бога због концерта на дан када је Јован Крститељ био убијен.